# Volcán Aguas Calientes
El volcán Aguas Calientes, también llamado Simbad, es un estratovolcán ubicado en la región de Antofagasta, Chile, a cinco kilómetros al este del volcán Láscar y al suroeste del volcán Acamarachi.
Su nombre hace referencia a los pequeños manantiales termales en las orillas del salar de Aguas Calientes II, de 134 km² y localizado al sureste del volcán, dentro de la reserva nacional Los Flamencos. Además, al este del macizo y entre los salares de Pujsa y Tara, se encuentra el pequeño salar de Aguas Calientes I, el cual también posee afloramientos termales.
Su primera ascensión deportiva se llevó a cabo el 27 de octubre de 1971, por un equipo chileno conformado por Sergio Kunstmann, Pedro Rosende y José Carrasco, del Club Andino de Chile, a pocos días de haber realizado una ascensión arqueológica al Acamarachi.
Se cree que, al igual que la mayoría de las altas cumbres de la Puna de Atacama, la cima del Aguas Calientes pudo ser visitada por los incas.

## Geología

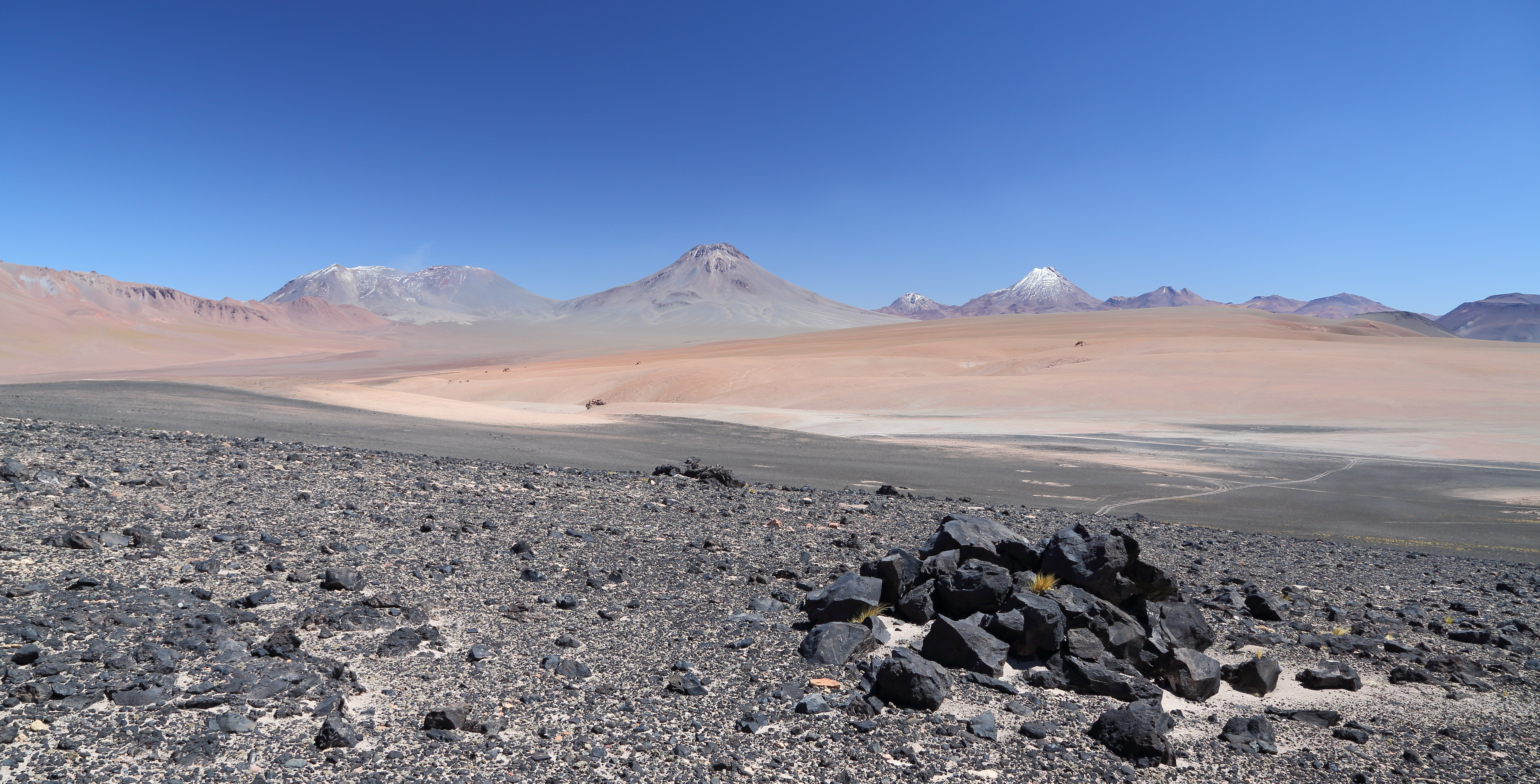
De izquierda a derecha, las cumbres de los volcanes Láscar, Aguas Calientes y Acamarachi.

La forma cónica prácticamente simétrica del Aguas Calientes ofrece un elegante telón de fondo a la laguna Lejía y sus alrededores. Las fuertes pendientes de alrededor de 45° en lo alto del volcán, se deben a flujos de lava viscosos y de corto alcance. Por su parte, los flancos más bajos del macizo están cubiertos por detritos finos, a causa de material erosionado por congelación y de cenizas provenientes del Láscar.
El volcán también cuenta con un lago de cráter pequeño y poco profundo, teñido de rojo debido a vastas poblaciones de microorganismos. Su elevación a 5831 m s. n. m. lo posiciona como uno de los lagos más altos del mundo.
Hacia el noreste del volcán, se alza una gran muralla arqueada que probablemente sea el margen de un depósito de flujos de escombros, que resultó del colapso de la ladera noreste del edificio volcánico antiguo del Aguas Calientes.
Gran parte de la historia geológica del Aguas Calientes se remonta a tiempos pre-Holoceno, producto de la escasa evidencia de flujos de lava morfológicamente jóvenes en las faldas del volcán. Sin embargo, las coladas presentes en la cumbre y la formación aparentemente reciente del cráter, sugieren actividad eruptiva dentro de los últimos 10 mil años.